# Bernhard Fila
Bernhard Fila (* 26. Jänner 1997 in Wien) ist ein österreichischer Fußballspieler.

## Karriere

### Verein
Fila begann seine Karriere beim SK Rapid Wien, bei dem er später auch in der Akademie spielte. Im März 2014 debütierte er für die Amateure von Rapid in der Regionalliga, als er am 16. Spieltag der Saison 2013/14 gegen den SC Wiener Viktoria in der Startelf stand und in der 62. Minute durch Paul Gartler ersetzt wurde.
Nach mehreren Jahren bei den Amateuren von Rapid, für die er insgesamt 39 Spiele absolvierte, wurde er im Jänner 2017 an die SV Schwechat verliehen. Im Mai 2017 erzielte er bei einem 1:1-Remis gegen den Wiener Sportklub seinen ersten Treffer in der Regionalliga. Nach dem Ende der Leihe kehrte Fila jedoch nicht zu Rapid zurück, sondern wechselte zum Wiener Sport-Club. Für den WSC absolvierte er in der Saison 2017/18 24 Spiele in der Regionalliga, in denen er ohne Treffer blieb.
Zur Saison 2018/19 wechselte er zum Zweitligisten FC Blau-Weiß Linz. Sein Debüt in der 2. Liga gab er im März 2019, als er am 17. Spieltag jener Saison gegen den SK Austria Klagenfurt in der Halbzeitpause für Nosa Iyobosa Edokpolor eingewechselt wurde. Nach der Saison 2018/19 verließ er BW Linz und wechselte zum Ligakonkurrenten Floridsdorfer AC. In zwei Spielzeiten beim FAC kam er zu 35 Zweitligaeinsätzen. Nach der Saison 2020/21 verließ er den Verein und wechselte zur viertklassigen Union Mauer.

### Nationalmannschaft
Fila spielte im Mai 2012 erstmals für eine österreichische Jugendnationalauswahl. Im August 2013 spielte er gegen die Schweiz erstmals für die U-17-Mannschaft. Im September 2014 kam er gegen Slowenien zu seinem ersten Einsatz für die U-18-Auswahl.
Zwischen 2015 und 2016 absolvierte Fila fünf Spiele für das U-19-Team Österreichs.